# Il piccolo vandeano
Il piccolo vandeano è un cortometraggio muto italiano del 1909 diretto da Luigi Maggi.